# ビールス (アルゼンチンのバンド)
ビールス（Virus） は、ラプラタで1980年に結成されたアルゼンチンのロックバンド。 ミゲルマテオス(ZAS)やソーダステレオなどの他のバンドとともに、南アメリカ の80年代の ニューウェーブ音楽に絶大な役割を果たした。80年代初期の娯楽音楽で最も象徴的なバンドの1つとして、1983年の独裁政権の終結と民主主義への復帰とともに起こったアルゼンチン音楽の刷新に貢献した。
バンドは、フェデリコ・モウラ（ボーカル）、マルセロ・モウラ（キーボード、セカンドボイス、コーラス）、フリオ・モウラ（ギター）、リカルド・セラ（ギター）、マリオ・セラ（ドラム）、エンリケ・ムジェッティ（ベース）によって結成された。 
しかし、フェデリコ・モウラは1987年にエイズと診断されたため、彼は弟のマルセロ・モウラにバンドのボーカルを引き継がせ、バンドから離れた。フェデリコ・モウラは1988年に亡くなり、1990年9月29日にデヴィッド・ボウイとブライアン・アダムスのオープニングアクトとして演奏した後、バンドは一時解散した。

## 初期のメンバー
| 名前                   | 担当                               |
| ---------------------- | ---------------------------------- |
| フェデリコ・モウラ     | ボーカル                           |
| マルセロ・モウラ       | キーボード セカンドボイス コーラス |
| フリオ・モウラ         | ギター                             |
| リカルド・セラ         | ギター                             |
| マリオ・セラ           | ドラム                             |
| エンリケ・ムジェッティ | ベース                             |

## 歴史

### 結成以前
バンドの始まりは1979年で、アマチュアのマラブンタバンド（Julio Moura 、Marcelo Moura 、Enrique Mugettiが在籍）とLas Violetas （Serraの兄弟が在籍）が合併することで結成された。

### バンド結成とバンド名について
当初、バンドは「デュロ（Duro）」という名前で、ボーカルはローラ・ガレゴスだった。しかしローラの声はバンドが作っている音楽のタイプには合わないと感じていた。その後フェデリコ・モウラをボーカルとして迎え、バンド名を「ビールス（Virus）」に変更した。由来はジュリオ・モウラが旅行中に強いインフルエンザにかかり、彼の友人が彼に冗談を言って「ビールス」と言ったため。

### デビューとファーストアルバム
その後1年のリハーサルを経て1980年1月11日にラプラタ市のクラブで正式にデビュー。
デビュー直後はラプラタとブエノスアイレスの小さなバーやパブで演奏していた。ビールスの最初の大きなステージは、1981年9月21日にエセイサ（ブエノスアイレス）で開催されたプリマロックフェスティバルで、バンドは好評ではなかったものの、いくつかのレコードレーベルの目に止まる。プリマロックフェスの1週間後、彼らはCBSレーベル（現ソニー・ミュージックエンタテインメント）でレコーディングを開始した。
最初のLPである「Wadu-Wadu」（1981年）には、15曲が含まれており、それぞれの平均再生時間は2分30秒。LPの主な作詞家は、「喜びの戦略」の概念を提唱したロベルト・ジェイコビー。

### 大ヒットの始まり
3枚目のLP「InnerHole」は、ビールスが最初に大衆にヒットしたアルバムだった。
ダニー・ペイロネルとミシェル・ペイロネルのプロデュースで、軍事独裁政権の終焉とラウル・アルフォンシン政権の発足の最中である、1983年12月に発売された。この作品は1995年にCDでもリリースされた。
1984年、音楽性の違いからギターのリカルド・セラが脱退したが、よりテクノなニューウェーブスタイルを目指して、彼らは次のアルバム『Relax』（1984年）をレコーディングした。
さらに5枚目の「Locura」（1985年）は、ブエノスアイレスのMoebio Studiosで録音され、20万枚以上を売り上げた。（前作の約5倍以上の売上）

### 衝撃的なニュース
アルバム『快楽の表面（Surfaces of Pleasure）』は、1987年4月から8月にかけてリオデジャネイロで録音された。これはより個性的なアルバムで、曲はグループの他のメンバーの介入なしに作曲された。
レコーディングは、フェデリコが激しい肺炎により困難であった。フェデリコはベッドで15日間、ほとんど食事をすることができず、彼を治療した3人目の医師はHIV検査を推奨した。HIVは当時のアルゼンチンではほとんど全てが不明であり、比較的新しい病気だった。結果は陽性。これによりバンドメンバーは動揺した。
「ティエラ・デル・フエゴ」（1989年）はフェデリコが参加していない最初のLPである。フェデリコは最初の2日間はレコーディングに参加したが、続けることができなかった。彼は「無人の愛（Un amor inhabitado）」と「私は投げて聞く（Lanzo y escucho）」の2曲しか参加していない。バンドはレコーディングを放棄しバンドを解散したがったが、フェデリコは彼らに続けるように命じ、マルセロに自らの代わりをするよう頼んだ。

### ボーカリストフェデリコの死
フェデリコ・モウラは1988年12月21日に亡くなった。 これは同じくアルゼンチンのロックバンドSumoのルカ・プロダンの死から1年後、ロス・アブエロス・デ・ラ・ナダのリーダー、ミゲル・アブエロの死の9ヵ月後で、音楽的に言えば1980年代のアルゼンチンロックはここで一つの終焉を迎えたと言える。

マルセロ・モウラ 1988年に（フェデリコの命令により）ビールスのボーカリストの役割を果たした。

### 復活
1994年3月、ビールスはラヌスのパブで久々に再結成した。そしてバンドが驚いたことに、そこは彼らを見に来た若者でいっぱいであった。
数ヶ月後、112周年の祝祭の終わりに、彼らは再び地元のラプラタで演奏するために集まったが、彼らは再び驚かされる。バンド最盛期のような12万人以上の人々が彼らを応援したためである。
このようにして、マルセロ・モウラはビールスの再結成を開始した。今回は、ギターのフリオ・モウラとダニエル・スバラ、ベースのエンリケ・ムゲッティ、ドラムのアイトール・グラーニャ、キーボードのパトリシオ・フォンタナを迎え、1998年アルバム『9』をリリースした。

### 近年

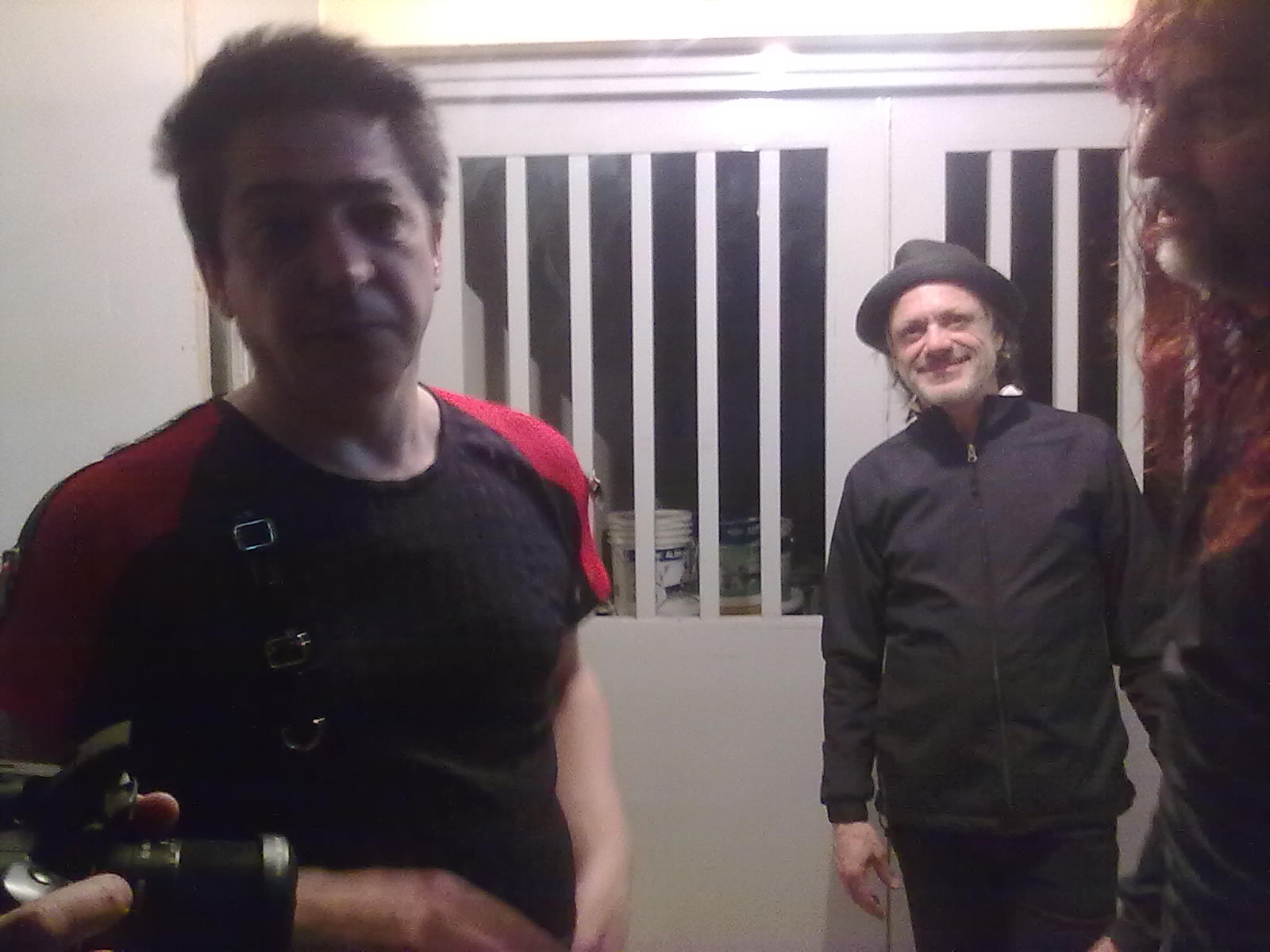
ダニエル・スバラと兄弟のフリオとマルセロ・モウラ、ウイルスのトップ代表。 バンドのファンの横。

2000年に、ビールスはアルバム『Obras Cumbres』に含まれる2つの未公開曲をリリースした。選ばれたのは、「ElTecnofón」と「Danza de Bengalas」で、後者はアルゼンチンのラジオで多くオンエアされた。
2004年には、ビールス結成25周年を記念して、NDアテネオシアターで一連のリサイタルを行った。
2005年、ビールスはいくつかのメンバーチェンジを行い、フェルナンド・モンテレオーネ（キーボード）、Lulo Isod（ドラム）、Ariel Naón（ベース）がバンドに加わり、それぞれパトリシオ・フォンタナ、アイトール・グラニャ、エンリケ・ムジェッティに取って代わった。
2011年、彼らはオペラ劇場でファーストアルバム「Wadu-Wadu」の30周年を祝った。
2015年にはオペラ劇場でのライブアルバム『30Years of Madness』をリリースし、成功を収めたアルバムに敬意を表した。このアルバムは、ビールスが現在持っている音楽的品質を反映している。

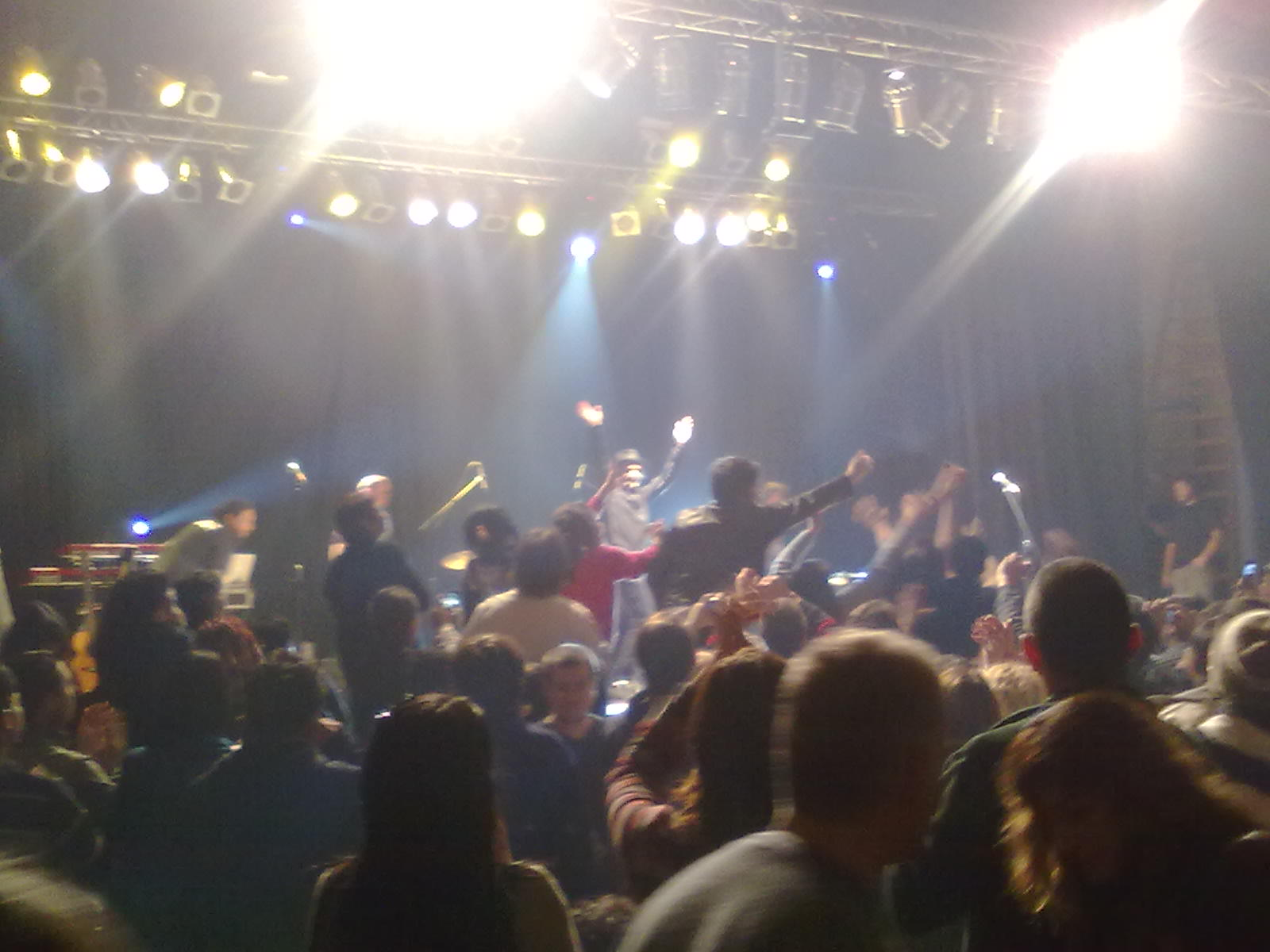
2010年のコモドロリバダビアのウイルス。

2015年にはオペラ劇場でのライブアルバム『30Years of Madness』をリリースし、成功を収めたアルバムに敬意を表した。このアルバムは、ビールスが現在持っている音楽的品質を反映している。

## 80年代の南米音楽革命の先駆者
ビールスはその誕生以来、影響を与えるだけでなく常に革新し凌駕してきた。バンドは進化を遂げるアルゼンチンポップスの革命を先導した。
ビートルズやローリングストーンズなど、アングロサクソン系の古典的なロックンロールの影響を受けたロックは、新しいトレンドによって既に遅れを取っていた。ビールスが際立った主な理由は、その独創性で、彼らの音楽はニューウェーブスタイルによく合っていたが、バンドの直接的な影響、純粋なオリジナリティ、アバンギャルド性、ネイティブな創造性を最大限に意識した特徴的なサウンドを目指していた。当時の他のバンドは、ポリス、ジョイ・ディヴィジョン、ローリング・ストーンズ、ビートルズなどの神話上のバンドの一部を「引き継いだ」一方で、ビールスはポップに近いロックンロールがアルゼンチンポップで影響力のあるバンドとなりえることを認識していた。
ビールスは、当時の最新技術を利用して、音楽にシンセサイザーとMIDIシーケンスベースを使用し、典型的なボーカル、ベース、ドラム、ギター形成のスキームを破った最初のアルゼンチンのバンドであった。 ミゲルマテオス(ZAS)やソーダステレオなどの他のバンドとともに、南アメリカ の80年代の ニューウェーブ音楽に絶大な役割を果たした。
80年代初期の娯楽音楽で最も象徴的なバンドの1つとして、1983年の独裁政権の終結と民主主義への復帰とともに起こったアルゼンチン音楽の刷新に貢献した。8

## ディスコグラフィー

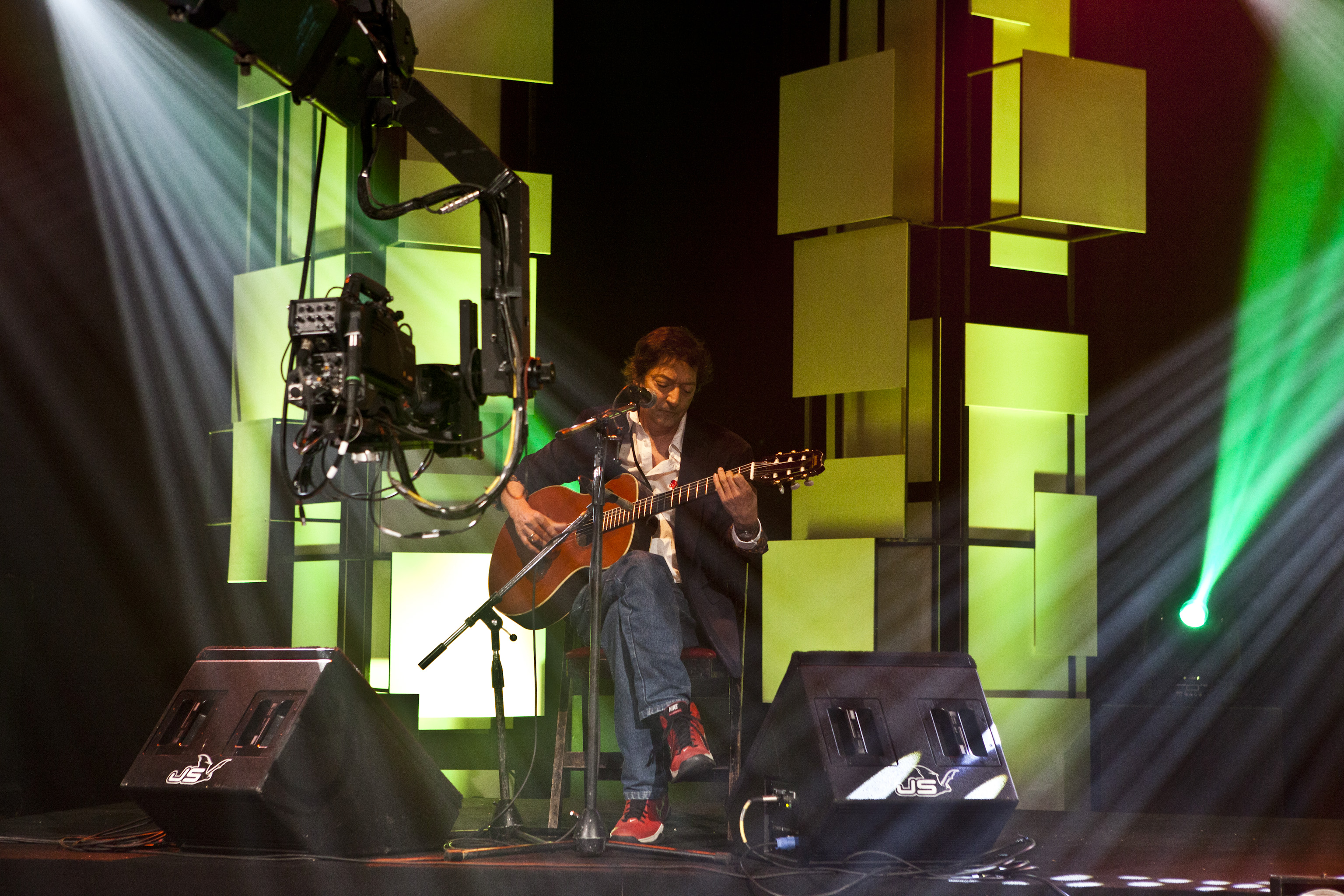
Julio Moura 、バンドのギタリストおよびボーカリスト。

### スタジオアルバム
- Wadu Wadu （1981年）
- Recrudece （1982年）
- Agujero interior （1983年）
- Relax （1984年）
- Locura （1985年）
- Superficies de placer （1987年）
- Tierra del Fuego （1989年）
- 9 （1998年）

### ライブアルバム
- 『ライブウイルス』 （1986年）
- 『ライブウイルス2』 （1997年）
- 『ブラックボックス』 （2006年）
- 『狂気の30年』 （2015年）

### VHS
- シャトーロック （1992年）

### DVD
- ブラックボックス （2006年）

### ミュージックビデオ
- Soy moderno, no fumo (1981年)
- Loco, coco (1981年)
- Hay que salir del agujero interior (1983年)
- Imágenes paganas (1986年)
- Superficies de placer (1987年)
- Encuentro en el río musical (1988年)
- Un amor inhabilitado (1989年)
- América fatal (1998年)
- Extranjero (1999年)
- Danza de bengalas (2000年)
- Pronta entrega (Cuando es con vos) (2006年)
- Una Luna de miel en la mano (2006年)